# Henk Lategan
Henk Lategan (5 de mayo de 1994, Johannesburgo, Guateng) es un piloto de rallies sudafricano especializado en rally raid con el auto de rally Toyota Gazoo Racing. Es hijo del piloto de rallies Heinrich Lategan.

## Carrera Deportiva
Es un piloto de rally, rally raid y enduro. Empezando a competir en el Campeonato de Sudáfrica de Rally, en el año 2011.
Partícipó en el Campeonato de Europa de Rally en las temporadas 2013 y 2014, teniendo su mejor resultado en el Rally de Croacia de 2013, logrando la quinta posición, con una diferencia de 4 minutos con 4 segundos del campeón de ese torneo, Jan Kopecký.
Tuvo su debut en el Rally Dakar en la edición de 2021, con Brett Cummings de copiloto y la escudería Toyota, retirándose en la quinta etapa.
En 2023 ganó sus primeras etapa en la competición, ganando la quinta y duodécima etapa del Rally Dakar, llegando al quinto lugar.
En la edición 2025 logró su mejor participación en el Rally Dakar, ganando 2 etapas y estando unas cuantas fechas lider, logró la segunda posición del torneo, siendo superado por Yazeed Al-Rajhi por una diferencia de 3 minutos y 57 segundos.También gano su primer torneo del Campeonato Mundial de Rally Raid en la categoría Ultimate, con 1 etapa ganada y con una diferencia de 1 minuto y 39 segundos sobre Sébastien Loeb, se consagró campeón del South African Safari Rally.

## Palmarés
| Año     | Título                             | Categoría         |
| ------- | ---------------------------------- | ----------------- |
| 2021    | South African cross-country series | Coches            |
| 2024    | South African cross-country series | Coches            |
| 2025    | South African Safari Rally         | Ultimate / Coches |
| Fuente: |                                    |                   |

## Resultados

### Campeonato de Europa de Rally
| Año     | Equipo                                | Automóvl          | 1   | 2   | 3      | 4   | 5   | 6   | 7   | 8   | 9   | 10    | 11  | 12  | Pos. | Puntos |
| ------- | ------------------------------------- | ----------------- | --- | --- | ------ | --- | --- | --- | --- | --- | --- | ----- | --- | --- | ---- | ------ |
| 2013    | BRR Baumschlager Rallye & Racing Team | Škoda Fabia S2000 | AUT | LAT | ESP    | AZO | COR | YPR | RUM | CZE | POL | CRO 5 | SAN | VAL | 37.º | 15     |
| 2014    | BRR Baumschlager Rallye & Racing Team | Škoda Fabia S2000 | AUT | LAT | GRE 14 | IRL | AZO | YPR | EST | CZE | POL | VAL   | COR |     | -    | 0      |
| Fuente: |                                       |                   |     |     |        |     |     |     |     |     |     |       |     |     |      |        |

### Rally Dakar
| Año     | Categoría | Copiloto       | Vehículo | Posición | Etapas |
| ------- | --------- | -------------- | -------- | -------- | ------ |
| 2021    | Coches    | Brett Cummings | Toyota   | Ret.     | -      |
| 2023    | Coches    | Brett Cummings | Toyota   | 31.º     | 2      |
| 2024    | Coches    | Brett Cummings | Toyota   | 5.º      | -      |
| 2025    | Coches    | Brett Cummings | Toyota   | 2.º      | 2      |
| Fuente: |           |                |          |          |        |

### Campeonato Mundial de Rally Raid (FIA)
| Año     | Clase  | Categoría | Vehículo | Posición   | Puntaje    | Victorias     |
| ------- | ------ | --------- | -------- | ---------- | ---------- | ------------- |
| 2025    | Coches | Ultimate  | Toyota   | En disputa | En disputa | 1 (Sudafrica) |
| Fuente: |        |           |          |            |            |               |